# Slovenska hokejska liga 1991/92
Sezona 1991/92 Slovenske hokejske lige je bila prva sezona slovenskega prvenstva v hokeju na ledu. Naslov slovenskega prvaka so osvojili hokejisti HK Acroni Jesenice, ki so v finalu s 4:3 v zmagah premagali HK Olimpija Hertz.

## Redni del

### Prvi del

#### Lestvica
OT - odigrane tekme, Z - zmage, N - remiji, P - porazi, DG - doseženi goli, PG - prejeti goli, +/- - gol razlika, T - prvenstvene točke.
| # | Klub               | OT | Z  | N | P  | DG  | PG  | +/-  | T  |
| - | ------------------ | -- | -- | - | -- | --- | --- | ---- | -- |
| 1 | HK Acroni Jesenice | 14 | 12 | 1 | 1  | 161 | 31  | +130 | 25 |
| 2 | HK Olimpija Hertz  | 14 | 12 | 1 | 1  | 202 | 24  | +178 | 25 |
| 3 | HK Bled Promolinea | 14 | 9  | 0 | 5  | 156 | 38  | +118 | 18 |
| 4 | HK Jesenice B      | 14 | 7  | 0 | 7  | 88  | 71  | +17  | 14 |
|   |                    |    |    |   |    |     |     |      |    |
| 5 | HK Cinkarna Celje  | 14 | 7  | 0 | 7  | 71  | 81  | +10  | 14 |
| 6 | HK Triglav Kranj   | 14 | 6  | 0 | 8  | 70  | 144 | -74  | 12 |
| 7 | HK Olimpija B      | 14 | 2  | 0 | 12 | 45  | 127 | -82  | 4  |
| 8 | HK Slavija Beton   | 14 | 0  | 0 | 14 | 9   | 306 | -297 | 0  |

### Drugi del

#### Lestvica
OT - odigrane tekme, Z - zmage, N - remiji, P - porazi, DG - doseženi goli, PG - prejeti goli, +/- - gol razlika, T - prvenstvene točke.
| #                             | Klub                          | OT                            | Z                             | N                             | P                             | DG                            | PG                            | +/-                           | T                             |
| Skupina A (za 1. do 4. mesto) | Skupina A (za 1. do 4. mesto) | Skupina A (za 1. do 4. mesto) | Skupina A (za 1. do 4. mesto) | Skupina A (za 1. do 4. mesto) | Skupina A (za 1. do 4. mesto) | Skupina A (za 1. do 4. mesto) | Skupina A (za 1. do 4. mesto) | Skupina A (za 1. do 4. mesto) | Skupina A (za 1. do 4. mesto) |
| ----------------------------- | ----------------------------- | ----------------------------- | ----------------------------- | ----------------------------- | ----------------------------- | ----------------------------- | ----------------------------- | ----------------------------- | ----------------------------- |
| 1                             | HK Olimpija Hertz             | 6                             | 5                             | 0                             | 1                             | 40                            | 15                            | +25                           | 13 (3)                        |
| 2                             | HK Acroni Jesenice            | 6                             | 4                             | 0                             | 2                             | 41                            | 16                            | +25                           | 12 (4)                        |
|                               |                               |                               |                               |                               |                               |                               |                               |                               |                               |
| 3                             | HK Bled Promolinea            | 6                             | 2                             | 0                             | 4                             | 22                            | 30                            | -8                            | 6 (2)                         |
| 4                             | HK Jesenice B                 | 6                             | 1                             | 0                             | 5                             | 16                            | 58                            | -42                           | 3 (1)                         |

## Končnica

### Finale
Igralo se je na štiri zmage po sistemu 1-1-1-1-1-1-1.
|  | HK Olimpija Hertz | 4:3 | HK Acroni Jesenice | Hala Tivoli, Ljubljana |

| Poročilo tekme | Poročilo tekme | Poročilo tekme | Poročilo tekme | Poročilo tekme |
| -------------- | -------------- | -------------- | -------------- | -------------- |
|                |                |                |                |                |

|  | HK Acroni Jesenice | 4:3 | HK Olimpija Hertz | Dvorana Podmežakla, Jesenice |

| Poročilo tekme | Poročilo tekme | Poročilo tekme | Poročilo tekme | Poročilo tekme |
| -------------- | -------------- | -------------- | -------------- | -------------- |
|                |                |                |                |                |

|  | HK Olimpija Hertz | 2:3 | HK Acroni Jesenice | Hala Tivoli, Ljubljana |

| Poročilo tekme | Poročilo tekme | Poročilo tekme | Poročilo tekme | Poročilo tekme |
| -------------- | -------------- | -------------- | -------------- | -------------- |
|                |                |                |                |                |

|  | HK Acroni Jesenice | 6:3 | HK Olimpija Hertz | Dvorana Podmežakla, Jesenice |

| Poročilo tekme | Poročilo tekme | Poročilo tekme | Poročilo tekme | Poročilo tekme |
| -------------- | -------------- | -------------- | -------------- | -------------- |
|                |                |                |                |                |

|  | HK Olimpija Hertz | 3:0 | HK Acroni Jesenice | Hala Tivoli, Ljubljana |

| Poročilo tekme | Poročilo tekme | Poročilo tekme | Poročilo tekme | Poročilo tekme |
| -------------- | -------------- | -------------- | -------------- | -------------- |
|                |                |                |                |                |

|  | HK Acroni Jesenice | 2:5 | HK Olimpija Hertz | Dvorana Podmežakla, Jesenice |

| Poročilo tekme | Poročilo tekme | Poročilo tekme | Poročilo tekme | Poročilo tekme |
| -------------- | -------------- | -------------- | -------------- | -------------- |
|                |                |                |                |                |

|  | HK Olimpija Hertz | 3:6 | HK Acroni Jesenice | Hala Tivoli, Ljubljana |

| Poročilo tekme | Poročilo tekme | Poročilo tekme | Poročilo tekme | Poročilo tekme |
| -------------- | -------------- | -------------- | -------------- | -------------- |
|                |                |                |                |                |

### Za tretje mesto
Igralo se je na tri zmage po sistemu 1-1-1-1-1.
|  | HK Bled Promolinea | 9:3 | HK Jesenice B | Ledena dvorana Bled, Bled |

| Poročilo tekme | Poročilo tekme | Poročilo tekme | Poročilo tekme | Poročilo tekme |
| -------------- | -------------- | -------------- | -------------- | -------------- |
|                |                |                |                |                |

|  | HK Jesenice B | 1:10 | HK Bled Promolinea | Dvorana Podmežakla, Jesenice |

| Poročilo tekme | Poročilo tekme | Poročilo tekme | Poročilo tekme | Poročilo tekme |
| -------------- | -------------- | -------------- | -------------- | -------------- |
|                |                |                |                |                |

|  | HK Bled Promolinea | 7:1 | HK Jesenice B | Ledena dvorana Bled, Bled |

| Poročilo tekme | Poročilo tekme | Poročilo tekme | Poročilo tekme | Poročilo tekme |
| -------------- | -------------- | -------------- | -------------- | -------------- |
|                |                |                |                |                |

## Končna lestvica prvenstva
1. HK Acroni Jesenice
2. HK Olimpija Hertz
3. HK Bled Promolinea
4. HK Jesenice B
5. HK Olimpija B
6. HK Cinkarna Celje
7. HK Triglav Kranj
8. HK Slavija Beton

## Najboljši strelci
G - goli, P - podaje, T - točke
| # | Igralec           | Klub               | G  | P  | T  |
| - | ----------------- | ------------------ | -- | -- | -- |
| 1 | Pavel Vratny      | HK Triglav Kranj   | 53 | 40 | 93 |
| 2 | Aleksander Rožkov | HK Bled Promolinea | 52 | 38 | 90 |
| 3 | Sergej Stolbun    | HK Bled Promolinea | 41 | 34 | 75 |
| 4 | Mihail Anfjorov   | HK Bled Promolinea | 31 | 37 | 68 |
| 5 | Robert Žolek      | HK Cinkarna Celje  | 33 | 21 | 54 |
| 6 | Nik Zupančič      | HK Olimpija Hertz  | 39 | 12 | 51 |

## Idealna postava lige
- Vratar: 
  - Cveto Pretnar (HK Acroni Jesenice)
- Branilca: 
  - Boris Pajič (HK Olimpija Hertz)
  - Sergej Borisov (HK Acroni Jesenice)
- Napadalci: 
  - Matjaž Kopitar (HK Acroni Jesenice)
  - Nik Zupančič (HK Olimpija Hertz)
  - Aleksander Rožkov (HK Bled Promolinea)